# Trachyxiphium tenue
Trachyxiphium tenue är en bladmossart som beskrevs av William Russell Buck 1987. Trachyxiphium tenue ingår i släktet Trachyxiphium och familjen Hookeriaceae. Inga underarter finns listade i Catalogue of Life.